# 格拉斯米爾 (愛達荷州)
格拉斯米爾（英語：Grasmere）是位於美國愛達荷州奧懷希縣的一個鬼鎮。由於此地已於20世紀被荒廢，本地已無人居住。

## 地理
格拉斯米爾的座標為42°22′36″N 115°52′37″W / 42.37667°N 115.87694°W，而該地的平均海拔高度為1551米（即5089英尺）。